# Cyanograucalus
Cyanograucalus is een geslacht van zangvogels uit de familie van  de rupsvogels.
Het geslacht bevat één soort:
- Cyanograucalus azureus  –  Blauwe rupsvogel